# Américo Soares Braga

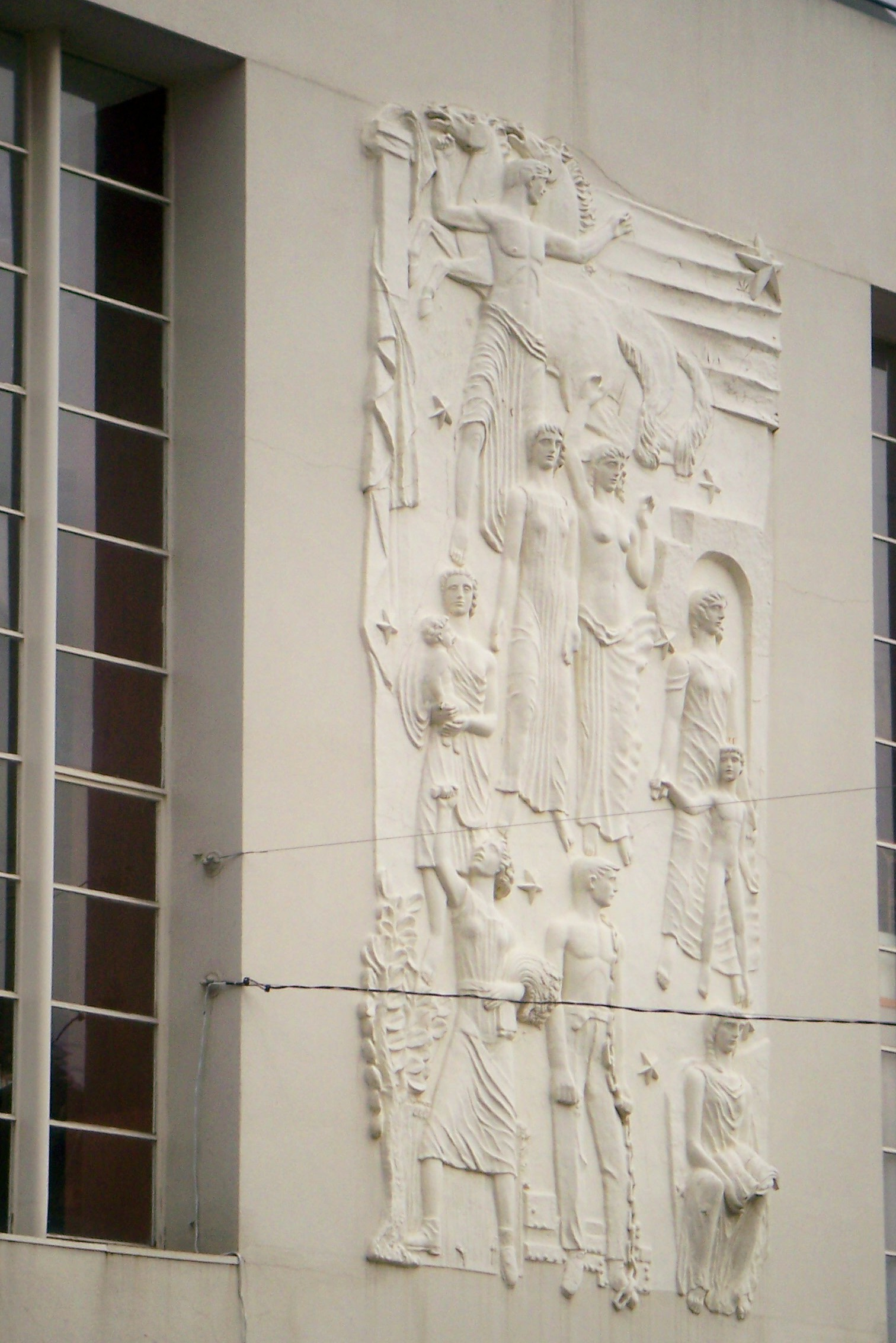
Relevo na fachada do Cinema Batalha, no Porto

Américo Soares Braga (Matosinhos, 1909 - Oaxaca, México, 1991) foi um escultor e ceramista portuguếs. 
Inicia o estudo artístico na Escola de Belas-Artes do Porto em 1925, que conclui em 1933, na Escola de Belas Artes de Lisboa. Começa a ensinar em 1948, produzindo também baixos-relevos arquitectónicos e cerâmica, em colaboração com vários gabinetes de arquitectura. Em 1953 emigra para o Brasil, para fugir à ditadura. Aqui abre um atelier em São Paulo, e ensina modelagem e cerâmica no Museu de Arte Moderna de São Paulo, e colabora com arquitectos como Francisco Bolonha.

## Obras
- 1946 - Baixo-relevo da fachada da Livraria Tavares Martins, Porto (colaboração com o arquitecto Viana de Lima)
- 1947 - Baixo-relevo da fachada do Cinema Batalha, Porto (colaboração com o arquitecto Artur Andrade). Esta obra é sujeita a censura, que remove uma foice à imagem da ceifeira, e um martelo à imagem do operário.[4][5][6]
- 1948 - Baixo-relevo da Fábrica da Companhia Portuguesa de Seda Artificial (colaboração com os arquitectos Arménio Losa e Cassiano Barbosa)
- 1952 - Painéis da frontaria do Mercado Municipal de Matosinhos, Matosinhos (colaboração com ARS Arquitectos)
- 1956 - Execução do painel As Fiandeiras, para a Praça Francisco Inácio Peixoto, Cataguases, Minas Gerais (colaboração com Cândido Portinari)
- 1959 - Painéis do Memorial dos Mortos da II Guerra Mundial, Rio de Janeiro (colaboração com o arquitecto Anísio Medeiros)